# Championnat de France de basket-ball 1956-1957
Navigation
Saison précédente Saison suivante
La saison 1956-1957 du championnat de France de Basket-Ball de Nationale est la 35e édition du championnat de France masculin de basket-ball. Le championnat de Nationale est le plus haut niveau du championnat de France.

## Présentation
16 équipes sont regroupées en 2 poules.
La saison régulière se déroule du 22 septembre 1956 au 24 février 1957, chaque équipe rencontre les autres équipes de sa poule en match aller-retour.
Les premiers des deux poules sont qualifiés pour les demi-finales.
Les vainqueurs des demi-finales, jouées sur un seul match, sont qualifiés pour la finale.
Le tenant du titre, l’ASVEL va tenter de conserver son titre et s’offrir un triplé inédit.
Lyon, Nantes, Tourcoing et Tours sont les quatre équipes promues pour cette saison. Billancourt, Football Club de Lyon, Tourcoing et Tours sont les quatre équipes reléguées à l’issue de cette saison.
L’ASVEL remporte son 6e titre de Champion de France.
Le meilleur marqueur du championnat est Roger Haudegand (Marly) avec un total de 416 points (Moyenne de 29,7). Lors de la dernière journée de championnat contre Tours, il bat son record de points avec 62 unités, ses partenaires lui fournissant tous les ballons pour pouvoir bénéficier du pari lancé par un mécène du club, un repas fastueux pour toute l’équipe, score final 89-54.

## Équipes participantes
Poule A
- Club Sportif Municipal d'Auboué : Foyer des Sports (2000 places)
- Rhônel Sporting Club de Marly : Palais des Sports (Valenciennes) (3000 places)
- Étoile de Mézières : Salle des Sports (4000 places)
- Racing Club de France : Stade Pierre de Coubertin (4500 places)
- Association Sportive Stéphanoise : Palais des Sports (3500 places)
- Union Sportive de Tourcoing : Palais des Sports (1000 places)
- ASPO Tours : Palais des Sports (4500 places), Salle Municipale (4000 places) et Salle de la P.O. (600 places)
- Association Sportive de Villeurbanne Éveil Lyonnais : Palais des Glaces (3500 places)

Poule B
- Club omnisports de Billancourt : Stade Pierre de Coubertin (4500 places)
- Jeunesse Sportive de Caraman : Terrain Outdoor (700 places)
- Football Club de Lyon : Salle Biolley (3 000 places)
- Association Sportive Montferrandaise : Maison des Sports (1200 places)
- Football Club de Mulhouse : Halle du Canal Couvert (1500 places)
- Atlantic Basket Club de Nantes : Salle du Champ de Mars (4000 places)
- Paris Université Club : Stade Charléty (800 places)
- Groupe Sportif Chorale Mulsant de Roanne : Palais des Sports (1700 places)

## Classement final de la saison régulière
La victoire rapporte 3 points, le match nul 2 points, la défaite 1 point. En cas d'égalité, les clubs sont départagés au point-average particulier 